# Furio Lonza

Furio Lonza (Trieste, 16 de maio de 1953) é um escritor e dramaturgo ítalo-brasileiro.

## Carreira
Sua família migrou para o Brasil em 1958, país em que reside até hoje e onde produziu toda sua obra literária e dramatúrgica. Graduado em Jornalismo, Lonza iniciou a vida profissional como repórter mas, ainda jovem, passou a se dedicar à literatura. Na década de 1970, teve publicado um conto pela revista Escrita e foi um dos vencedores do concurso de contos eróticos promovido pela revista Status. Em 1977 publicou seu primeiro livro, Contos de Esquina.
Em julho de 2007, comemorando 30 anos de carreira literária, lançou o décimo-terceiro livro, a novela experimental História Impossível. Em 2010, publicou uma edição revista do poema épico Sturm und Drang. Em março de 2011 estreou seu primeiro texto teatral - Patagônia - em montagem dirigida por Xando Graça, com Diana Hime e Joana Lerner, em temporada no Rio de Janeiro. No mesmo ano foi lançado seu romance Crossroads.
Em 2012, seu texto teatral Jantando com Isabel cumpriu temporada no Rio de Janeiro em montagem dirigida por Henrique Tavares, com Xando Graça e Isaac Bernat, e em 2015 foi lançado seu romance O Homem. Em 2017, seu texto teatral A última revolução possível cumpriu temporada no Rio de Janeiro em montagem dirigida por Sidnei Cruz, com Ângela Câmara e Flávia Fafiães. Também neste ano foi lançado seu livro de contos Contos de amor, ódio e sacanagem.

## Livros publicados
- Contos de esquina, Editora Alfa-Ômega, 1977
- Sturm und Drang, edição  particular, 1983
- O que Molly Bloom esqueceu de contar, Editora Tchê, 1987
- As mil taturanas douradas, 4a. edição, Editora 34, 1994
- 40 anos de rock (3 volumes), Editora 34, 1995
- Guia de auto-ajuda para quem assiste TV, Editora Ensaio, 1996
- Como enlouquecer seu filho, 3a. edição, Ed. 34, 1996
- O que é isso, maconheiro?,  Editora Relume-Dumará, 1998
- Eric com o pé na estrada, 3a. edição, Cia. das Letras, 2002
- Máquina de fazer doidos, Ed. Matrix, 2003
- História impossível, Ed. Demônio Negro, 2007
- Sturm und Dragn, edição revista, Ed. Demônio Negro, 2010
- Crossroads, Editora 34, 2011
- O Homem, Editora Penalux, 2015
- Contos de Amor, Ódio e Sacanagem, Editor Penalux, 2017

## Participação em antologias
- Assim escrevem os paulistas, ed. Alfa Omega, 1976
- Vício da palavra, ed. Coletiva, 1977
- 12, Demônio Negro, 2006

## Contos, poemas e crônicas publicados nas revistas literárias
- Escrita, Ficção, Status Especial, Coyote, EtCetera, Superinteressante, Sibila, Ácaro, Ciência Hoje, Poesia Sempre.

## Ligações Externas
- Site Furio Lonza
- Editora Penalux